# Walid Ktila
Walid Ktila (arabe : وليد كتيلة), né le 20 juillet 1985 à Tunis, est un athlète handisport tunisien, actif principalement dans les épreuves de moyenne distance dans la catégorie T34.
Il est titulaire de cinq records du monde handisport. Il est par ailleurs champion du monde du 100 m, 200 m, 400 m et 800 m dans la catégorie T34.

## Palmarès

### Jeux paralympiques
Il participe aux Jeux paralympiques d'été de 2012 à Londres, où il remporte deux médailles d'or, en 100 m et 200 m T34.
Aux Jeux paralympiques d'été de 2016 à Rio de Janeiro, il remporte une nouvelle médaille d'or en 100 m T34 et une médaille d'argent en 800 m T34.
Aux Jeux paralympiques d'été de 2020 à Tokyo, il remporte deux médailles d'or, en 100 m T34 et 800 m T34.
Aux Jeux paralympiques d'été de 2024 à Paris, il remporte une médaille d'argent en 100 m T34.

### Championnats du monde
Aux championnats du monde d'athlétisme handisport 2013 à Lyon, il domine les compétitions dans la catégorie T34 : il remporte ainsi quatre médailles d'or en 100 m, 200 m, 400 m et 800 m, performance répétée aux championnats du monde 2015 à Doha.
Ensuite, au terme des championnats du monde 2017 à Londres, il remporte quatre médailles d'or en 100 m, 200 m, 400 m et 800 m T34. Lors des championnats du monde 2023 à Paris, il remporte l'or après s'être imposé en 800 m T34 avec un temps de 1 min 39 s 23, offrant ainsi à la Tunisie sa septième médaille d'or de la compétition.

## Records du monde
Walid Ktila est titulaire de records du monde handisport en 100 m, 200 m et 1 500 m T34.
| Compétition | Temps         | Lieu    | Date           |
| ----------- | ------------- | ------- | -------------- |
| 100 m       | 14 s 46       | Arbon   | 1er juin 2019  |
| 200 m       | 25 s 91       | Arbon   | 1er juin 2019  |
| 1 500 m     | 2 min 58 s 44 | Charjah | 5 février 2024 |